# Cajanus marmoratus
Cajanus marmoratus är en ärtväxtart som först beskrevs av George Bentham, och fick sitt nu gällande namn av Ferdinand von Mueller. Cajanus marmoratus ingår i släktet Cajanus och familjen ärtväxter. Inga underarter finns listade i Catalogue of Life.